# Национальная печать Бразилии

Чёрно-белое изображение национальной печати

Цветное изображение национальной печати

Национальная печать Бразилии — государственный символ Бразилии. Имеет некоторое сходство с флагом Бразилии. Печать введена 19 ноября 1899 года.
Национальная печать Бразилии представляет собой круг, внутри которого на фоне звезд расположена надпись: «República Federativa do Brasil», что в переводе означает «Федеративная республика Бразилия». Внутри круга изображена полоса с надписью «Ordem e progresso», что означает «Порядок и прогресс».